# Златен век на исляма
Златният век на исляма, понякога наричан Ислямски ренесанс и Мюсюлмански ренесанс е исторически период от около средата на VIII до средата на XIII век, в чието начало Арабският халифат е най-голямата държава на своето време.
В рамките на халифата се формира общомюсюлманско културно пространство, което продължава да съществува и след разпадането му. Благодарение на това, ислямските учени, писатели и творци на изкуството от периода са допринесли значително за развитието на световната наука и култура. След разпадането на Арабския халифат развитието на ислямската култура за кратко се води от персийската държава на Саманидите, а по-късно от поредица от тюркски империи: Караханиди, Тимуриди, Селджуци, Хулагуиди. Хауърд Търнър пише: „Мюсюлманските художници и учени, работници и принцове заедно са създали уникална култура, която оказва пряко и косвено влияние върху всеки континент“.
При „Ислямския Ренесанс“ се развиват математиката, медицината, философията, физиката, химията и други науки. Ислямската култура, простираща се от южна Испания до Китай, включва постиженията на учени от най-различни националности и вероизповедания. Тя развива по-нататък познанията на египтяните, гърците и римляните и подготвя почвата за епохата на Ренесанса.

## Предпоставки

### Религиозни
Един от двигателите на златния ислямски век се корени в множеството коранични аяти и хадисите, които изтъкват образованието като ценност и подчертават значението на придобиването на знания. Именно те изиграват жизненоважна роля в битието на мюсюлманите от тази епоха, подтиквайки ги в търсенето на знания и развитието на наука.

### Държавно покровителство
Средновековният Арабски халифат силно покровителства учените. Според едно историческо проучване средствата, изразходвани за преводаческо дело в ислямския свят, се оценяват на около два пъти повече от годишния бюджет за научни изследвания на Съвета за медицински изследвания на Обединеното кралство. Най-добрите учени по онова време получават държавно заплащане, което се оценява като еквивалентно на професионалните спортисти днес. С държавна помощ се строят и грандиозни научни центрове, какъвто например бил Домът на мъдростта, построен от халиф ал-Мамун в Багдад.

### Приемственост на античното наследство
През този период мюсюлманите проявяват силен интерес да усвоят научните познания на предходните цивилизации. Много класически произведения на древността, които иначе биха могли да бъдат изгубени, са преведени от гръцки, персийски, индийски, китайски, египетски и финикийски на арабски и персийски, а по-късно преведени на турски, иврит и латински.

### Усвояване и развиване на нови технологии
Тук става дума най-вече за средновековното книжно дело. С новата и по-лесна система за писане след въвеждането на хартията, трансферът на информация бил улеснен максимално за онази епоха. За първи път в историята станало възможно човек да си изкарва прехраната само от писане и продажба на книги. Използването на хартия се разпространява от Китай в мюсюлманските региони през 8 век, а бързо след това пристига и в Ал-Андалус на Иберийския полуостров (съвременна Испания и Португалия). Мюсюлманските производители на хартия разработват конвейерни методи за ръчно копиране на ръкописи, като така постигат далеч по-големи тиражи от постиганите дотогава в Европа в продължение на векове. Именно от този регион останалият свят се научил да прави хартия от лен.

## Образование
Централното място на писанията и тяхното изучаване в ислямската традиция спомогнало образованието да стане главен религиозен стълб, валиден повсеместно в ислямската история. Значението на знанието в ислямската традиция е отразено в редица хадиси, приписвани на пророка Мохамед, включително и в този, който напътства вярващите да „търсят знания, дори в Китай“. Въпреки че е невъзможно да се изчислят нивата на грамотност в историческите ислямски общества, почти сигурно е, че те са били относително високи, поне в сравнение с техните европейски съседи.
През първите няколко века след зараждането на исляма образователните процеси били изцяло неформални, но от 11-и и 12 век управляващите елити започнали да създават при джамиите училища, където се преподават не само духовни, но и светски науки, известни като медресета. Медресетата скоро се размножили в целия ислямски свят, което спомогнало за разпространението на ислямското обучение извън градовете. Организираното обучение обединило различните мюсюлмански общности в общ културен проект, зародили се различни школи, всяка от която със значителен брой последователи.

### Университети и научни центрове
Много медресета с течение на времето се превръщат в университети. Мюсюлманските владетели организират и издържат финансово научни центрове, където учените могат да натрупват, развиват и обменят знания. Най-известният от тези научни центрове – „Дом на Мъдростта“ („Бейт ал-Хикма“), е основан от халиф ал-Мамун през 20-те години на IX век. Освен Багдад, центрове на научната дейност на средновековния Изток в различни периоди от неговата история са: Кайро, Дамаск, Бухара, Газна, Самарканд, Хорезъм, Исфахан, Нишапур, Балх и други градове.
В 859 г. Фатима ал-Фихри основава във Фес (Мароко) първия съвременен университет – „Ал-Караууин“. В него се приемат както мъже, така и жени. Има няколко факултета и се преподават много дисциплини. Вписан е в Книгата на рекордите на Гинес като най-старият университет в света. Университетът Ал-Азхар в Кайро е друг ранен университет (940 г.), който съществува и до днес. В Европа голям културен център е Кордоба (тогава в рамките на Ал Андалус)

## Естествени науки

### Философия
Едно от основните определения на „ислямската философия“ е „философски стил, произведен в рамките на ислямската култура“. Според тази дефиниция ислямската философия не е задължително да се занимава с религиозни въпроси, нито се създава само от мюсюлмани. Арабските преводи на Аристотел са ключова стъпка в предаването на знанията на древните гърци към ислямския свят и оттам към Запада.
Трима спекулативни мислители, Кинди, Фараби и Авицена, комбинират аристотелизма и неоплатонизма с други идеи, въведени от исляма. Други влиятелни мюсюлмански философи в халифатите са ал-Джаних и Ибн ал-Хайтам.

### Научен метод
Ибн ал-Хайтам (Алхазен) е значима фигура в историята на научния метод, особено с подхода си към експериментирането. Описан е като „първият истински учен в света“. Той разработва основата на научния метод в своята „Книга за оптиката“ (1021 г.). Особено важно е емпиричното доказателство на теорията за „навлизане“ на светлината (която се състои в това, че светлинните лъчи се възприемат от очите, а не са излъчвани от тях).
Авицена създава правила за тестване на ефективността на лекарствата – днес това се нарича клинично изпитване. Негово е заключението, че за да бъде доказан ефектът от експерименталното лекарство, той трябва да се наблюдава постоянно или след много повторения. Лекарят Ал-Рази е ранен защитник на експерименталната медицина и препоръчва използването на контролна група при клиничните изпитвания. Той каза: „Ако искате да изследвате ефекта на кръвопускането върху някое заболяване, разделете пациентите на две групи, извършвайте кръвопускане само в едната група, но наблюдавайте и двете и сравнете резултатите“.

### Астрономия
Астрономията е една от науките, от които най-много се интересуват мюсюлманските учени. Почти във всички големи градове на ислямските държави има обсерватории. Учените усъвършенстват астролабията – инструмент за определяне на разположението на звездите и за измерване на разстоянията между тях. През IX – X век, братята Муса (Banū Mūsā) изчисляват дължината на земната окръжност. През 1259 г. Насир ад-Дин ат-Туси основава най-голямата по това време в света Марагинска обсерватория близо до Тебриз. Заедно с Шараф ад-Дин Ат-Туси и Ибн аш-Шатир той е един от първите, които се произнасят за възможността Земята да се върти около своята ос. Хорезмийският учен Ал-Бируни доказва тази теория. С проучвания, проведени близо до индийския град Нандана, той съумява да изчисли площта на повърхността на Земята. Приложеният от него метод се нарича в Европа „правило на Бируни“.
Ал-Батани подобрява точността на измерване на прецесията на земната ос. Корекциите, направени в геоцентричния модел от Насир ал-Дин ал-Туси, Муаяд ал-Урди и Ибн ал-Шатир, по-късно са включени в от Николай Коперник в неговия хелиоцентричен модел.
Средноазиатският учен Ал-Фаргани изучава движението на небесните тела и открива наличието на петна по Слънцето, а трудовете му в областта на астрономията са преведени на латински през 12 век и в продължение на векове са използвани като учебници в Европа. Той е първият учен, който изчислява точната стойност на кривината на еклиптиката.
Средноазиатският учен Улуг Бег разполага в своята обсерватория с монтиран на стена секстант с радиус от 40 метра и с работна част от 20° до 80°, който няма равен в света до 1437 г. Улуг Бег съставя каталог на звездното небе „Зидж на Улуг бег“ (Zij-i Sultani), в който са описани 1018 звезди. Там е определена и продължителността на звездната година: 365 дни, 6 часа, 10 минути, 8 секунди (с грешка + 58 секунди) и наклонът на оста на Земята: 23,52 градуса (най-точното измерване). Точността на тези таблици превъзхожда всичко, постигнато по-рано на Изток и в Европа. Едва през XVII век Тихо Брахе успява да постигне точност, сравнима със самаркандските наблюдения, а след това и да я надмине. Нищо чудно, че този астрономически справочник постоянно привлича вниманието на астрономите, както на Изток, така и в Европа. Той скоро е преведен на латински език и заедно с „Алмагест“ на Клавдий Птолемей и таблиците на кастилския крал Алфонсо X става пособие по астрономия във всички европейски обсерватории.

### Ботаника и медицина
Андалуският лекар Ибн ал-Байтар (Ибн Байтар) (1190 – 1248) описва в книгата си около 1400 лечебни растения и билки. Освен лекар, той е аптекар и учен. Неговата работа се смята за основен научен труд във фармакологията.
Медицината в средновековния ислям е областта от науката, която напредва особено много по време на управлението на Абасидите. През 9 век в Багдад има над 800 лекари и се извършват големи открития в областта на анатомията и болестите. По това време е направено ясно разграничение между дребна и едра шарка. Известният персийски учен Ибн Сина (известен на Запад като Авицена) критически преработва и систематизира тогавашните знания и е смятан от мнозина за „баща на съвременната медицина“. Най-известните му произведения са философската и научна енциклопедия „Книга на лечението“ и медицинската енциклопедия „Канон на медицината“, която се превръща в стандартен учебник по медицина за много средновековни университети и остава в употреба до средата на XVII век. Освен философията и медицината, текстовете на Авицена засягат теми като астрономия, алхимия, география, геология, психология, богословие, логика, математика, физика и поезия.
Ал-Рази пише няколко медицински книги и е откривател на редица болести. Той е един от първите, които оспорват хуморалната теория на Хипократ.

### Алгебра
Персийският учен Мохамед ал-Хорезми значително развива алгебрата в забележителния си труд Кратка книга за смятането с приведение и двустранно отнемане (на арабски: الكتاب المختصر في حساب الجبر والمقابلة), от който произлиза и самия термин алгебра. Поради това той е считан за „бащата на алгебрата“,, макар че същото прозвище е приписвано и на гръцкия математик Диофант. Терминът алгоритъм също произлиза от името на Ал-Хорезми, който играе и значителна роля за популяризирането на арабските цифри и индийско-арабската цифрова система извън границите на Индийския субконтинент.

### Алхимия
Мюсюлманските алхимици също повлияват средновековната европейска алхимия, особено благодарение на Джабир ибн Хайян (Джебер). Голям брой химични процеси (като дестилацията) са разработени в мюсюлманския свят и след това разпространени и в Европа.

## Техника и технологии
В областта на технологиите, мюсюлманския свят възприема производството на хартия от Китай. Познанието за барута също е разпространено от Китай чрез ислямските страни, където за пръв път се разработват формулите за чист калиев нитрат и експлозивния ефект на барута.
Направени са редица подобрения в напояването и селското стопанство, чрез използването на нови технологии като вятърната мелница. Култури като бадем и цитрусови плодове се разпространяват в Европа през Ал-Андалус, а европейците постепенно възприемат и отглеждането на захар. Арабските търговци доминират търговията в Индийския океан до идването на португалците през 16 век. Важен център на тази търговия е държавата Ормуз. По това време съществува и широка мрежа от търговски пътища в Средиземно море, по които мюсюлманските страни търгуват помежду си и с европейски държави като Венеция, Генуа и Каталония.
Мюсюлманските инженери и учени в ислямския свят въвеждат редица иновативни индустриални приложения на водната енергия, както и полагат началото на употребата на енергията на приливите, вятърната енергия и нефтопродуктите (по-специално чрез дестилацията им в керосин). Индустриалната употреба на воденицата датира от 7 век. По времето на кръстоносните походи, във всяка провинция в мюсюлманския свят има функциониращи мелници, от Ал-Андалус и Северна Африка до Близкия изток и Централна Азия. Тези мелници извършват голямо разнообразие от селскостопански и производствени задачи. Мюсюлманските инженери също така разработват машини (например помпи), включващи колянов вал, въвеждат зъбни колела в мелниците и машините за изкачване на вода, и използват язовири, за да осигурят допълнително захранване на водениците.
Този напредък прави възможно изпълнението на много задачи, които преди това в древността са били извършвани чрез ръчен труд, а в средновековния ислямски свят са механизирани и се извършват с помощта на машини. Промишлената употреба на водната енергия се разпространява от ислямска към християнска Испания, където (за първи път в Каталония) изникват тепавици, работилници за производство за хартия, както и ковачници, използващи водно задвижване.
По време на т.нар. арабска земеделска революция са създадени редица манифактури, включително първообразът на индустриалното производство на текстил, захар, въжета, рогозки, коприна и хартия. Преводи от арабски на латински от 12 век (извършени например в Толедо) предават в Европа редица знания по химия и производството на инструменти. Индустриите, свързани със селското стопанство и ръчните занаяти също бележат висок ръст през този период.